# Párizs-Charles de Gaulle repülőtér
A Párizs-Charles de Gaulle repülőtér (franciául Aéroport Paris-Charles-de-Gaulle) vagy röviden csak Roissyi repülőtér (Roissy) (IATA: CDG, ICAO: LFPG) nemzetközi repülőtér, a világ egyik legjelentősebb légikikötője és Franciaország legfontosabb repülőtere. Névadója Charles de Gaulle (1890–1970), a szabad francia haderők vezetője és az Ötödik Köztársaság megalapítója volt. Az 1974-ben alapított repülőtér számos önkormányzat területén fekszik, többek között Roissy-en-France-ban, Párizstól 25 km-re északkeletre.
A repülőtér az Air France központja, valamint az easyJet és a Vueling fókuszrepülőtere is. Az ADP csoport üzemelteti a Paris Aéroport márkanév alatt.
2022-ben a Charles de Gaulle 402 849 le- és felszállással a gépmozgások tekintetében második helyen állt Európában, az Isztambuli repülőtér (425 897) mögött. A földrészen a teherforgalomban első volt 2 130 724 tonnával, Frankfurt (2 127 646 tonna), Schiphol (1 566 828 tonna) és Heathrow (1 343 930 tonna) előtt. Utasforgalom alapján a repülőtér harmadik volt Európában 57 474 033 utassal, a londoni Heathrow (61 599 196 fővel) és az Isztambuli repülőtér (64 486 178 fővel) előzte meg.
A város három további nemzetközi repülőtere az Orly, a második legjelentősebb a Charles de Gaulle után, a Párizs-Beauvais-Tillé, amely főként diszkont járatoknak ad otthont, valamint a Le Bourget.

## Története

### Építkezések
Az akkoriban Aéroport de Paris Nord (Párizs Nord repülőtér) néven ismert repülőtér tervezése és építése 1966-ban kezdődött. 1974. március 8-án megnyílt a repülőtér, amelynek a neve Charles de Gaulle repülőtér lett. Az 1-es terminált avantgárd stílusban alkották meg, egy tíz emelet magas kör alakú épületet építettek, amelyet hét, különálló utasmóló vesz körül, mindegyik hat kapuval. A főépítész Paul Andreu volt, aki a következő évtizedekben a bővítésekért is felelt.
A Paris Aéroport márkanév bevezetését követően a Groupe ADP az összes párizsi repülőtéren jelentős változásokat jelentett be, így a Charles de Gaulle repülőtéren is: az 1-es terminál utasmólóit, valamint a 2B és a 2D terminálokat összevonták. A 2E terminál L utasmólója alatt új automata csomagelosztó rendszert és szállítószalagot telepítettek, hogy felgyorsítsák a repülőteret kiszolgáló légitársaságok számára a poggyászok repülőtéren töltött idejét. A CDG Express, a Párizst a repülőtérrel összekötő közvetlen gyorsvasútvonal a tervek szerint 2027 elején nyílik meg.

### Arculat
A Frutiger betűtípust a repülőtéren való használatra rendelték meg, és 1975-re a repülőtér teljes területén használták. Eredetileg Roissy-nak hívták, de tervezője, Adrian Frutiger után átnevezték.
2005-ig az 1-es terminálon minden hangosbemondón keresztül elhangzott tájékoztatást egy jellegzetes, Bernard Parmegiani által 1971-ben komponált "Indicatif Roissy" becenévre hallgató dallam előzött meg. A dallam Roman Polanski Őrület című filmjében is hallható. Manapság az "Indicatif ADP" nevű dallam hallható.
2016. április 14-én a Groupe ADP elindította a Connect 2020 vállalati stratégiáját, és a Paris Aéroport márkanevet kezdte el használni valamennyi párizsi repülőtéren.

## Terminálok

Repülőtéri ábra

A Charles de Gaulle repülőtérnek három terminálja van: az 1-es terminál a legrégebbi, ami a 3-as terminállal szemben található, a 2-es terminál pedig a repülőtér második oldalán van, 7 kisebb terminálépülettel (2A-2G). A 2-es terminált eredetileg az Air France számára építették, de később jelentősen kibővítették, és ma már más légitársaságoknak is otthont ad. A 2A-2F terminálokat megemelt folyosók kötik össze és egymás mellett helyezkednek el. A 2G terminál egy külön épület, amely transzferbusszal van összekötve a 2-es terminál többi részével.
A 3-as terminál (korábbi nevén "9-es terminál") charter és diszkont légitársaságoknak ad otthont. A CDGVAL vasúti transzferjárat a 2-es terminált az 1/3-as terminálokkal és azok parkolóival köti össze.
A világjárvány előtt a Charles de Gaulle repülőtéren a Star Alliance tagjai az 1-es terminált, a Oneworld tagjai a 2A terminált, a SkyTeam tagjai pedig a 2C, 2E (interkontinentális), 2D, 2F és 2G terminált (európai útvonalak) használhatták. A repülőtér a járvány miatt többször is átszervezte ezt a beosztást.
Jelenleg az 1-es, 2B, 2D, 2E, 2F, 2G és 3-as terminálok vannak megnyitva.

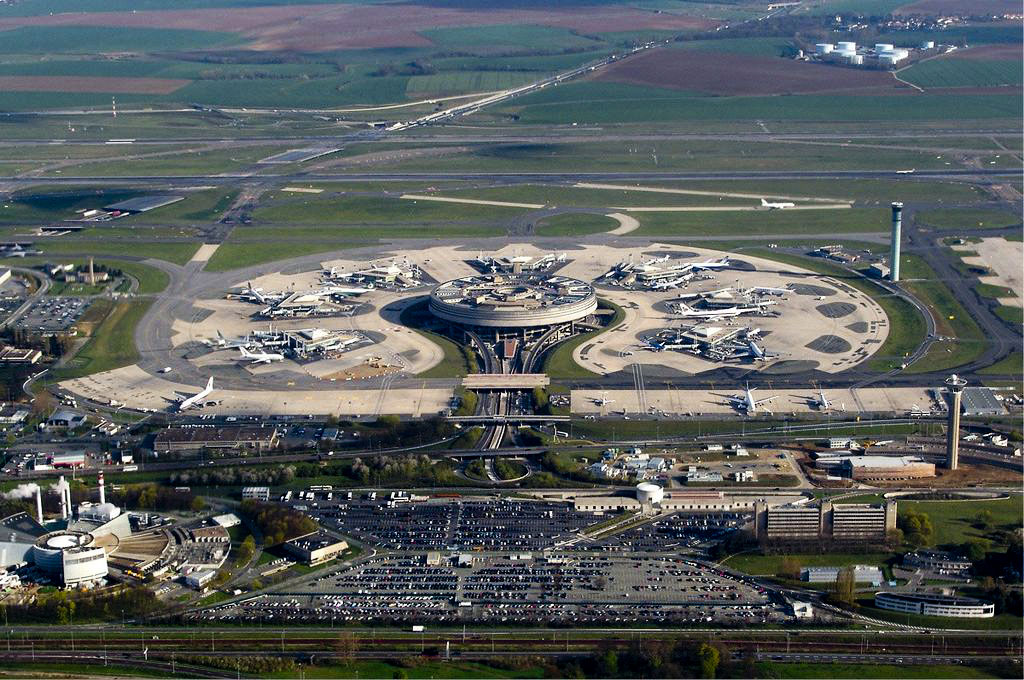
Az 1-es terminál légifotója

### 1-es terminál
Az első, Paul Andreu által tervezett terminál egy polip formájában épült. Egy kör alakú terminálépületből áll, amely olyan kulcsfontosságú helyeknek ad teret, mint a check-in pultok és a poggyászkiadó futószalagok. A központi épülethez tartozó hét, beszállókapukkal ellátott különálló épületet földalatti folyosók kötik össze.
A központi épületben, amelynek közepén egy nagy tetőablak található, minden emelet egyetlen funkciót lát el. Az első emelet műszaki célokra van fenntartva és a nagyközönség számára nem látogatható. A második emeleten üzletek és éttermek, a CDGVAL transzferjárat peronjai (a 2-es terminál és a Párizs központjába közlekedő vonatok számára), valamint a közelmúltban felújított check-in pultok találhatók. A check-in pultok többsége azonban a harmadik emeleten található, ahonnan taxiállomások, buszmegállók és egyéb járművek is elérhetőek. Az érvényes beszállókártyával rendelkező utasok feljuthatnak a negyedik emeletre a beszállókapukhoz, ahol vámmentes üzletek és útlevél-ellenőrző állomások is találhatók. Az ötödik emeleten találhatók a csomagkiadó futószalagok az érkező utasok számára. A maradék négy felső emeleten parkolásra és légitársasági irodák számára kijelölt területek találhatók.
A harmadik, negyedik és ötödik emelet közötti átjárást az épület közepén elhelyezett mozgólépcsők szövevényes rendszere biztosítja. Ezek a mozgólépcsők a központi udvar felett vannak felfüggesztve. Minden mozgólépcsőt felett egy átlátszó cső található, amely minden időjárási körülménytől védelmet nyújt. Ezeket a mozgólépcsőket gyakran használták filmforgatásokon (pl: Le dernier gang). A The Alan Parsons Project együttes I Robot című albumának borítóján ezek a mozgólépcsők szerepelnek.
Az 1-es terminált a Star Alliance légitársaságok többsége használja, kivéve az Air China (2E terminál), a Croatia Airlines (2D terminál), az Ethiopian Airlines és a Thai Airways International (mindkettő a 2E terminált) légitársaságokat. A terminált a legtöbb olyan légitársaság is használja, amely nem tagja valamelyik légiszövetségnek.

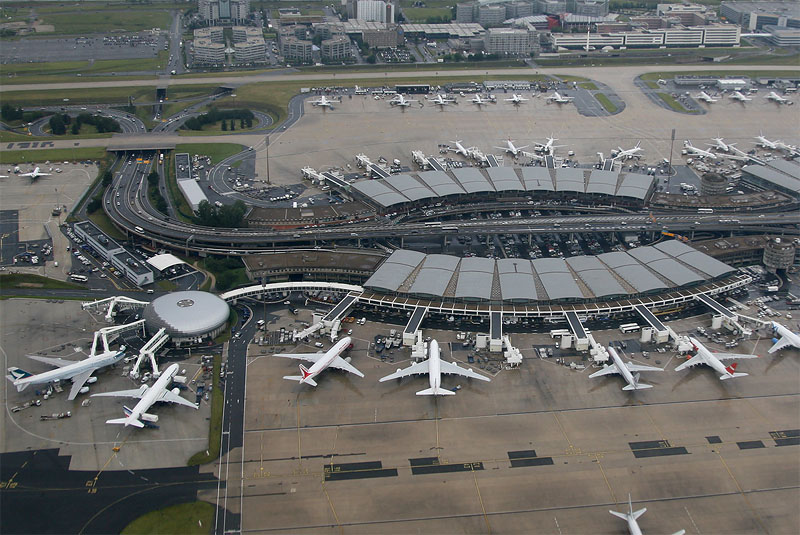
A 2A és a 2B terminálról készült légifotó

### 2-es terminál
A 2-es terminál hét alterminálból áll: 2A-tól 2G-ig. 2A-tól 2F-ig a terminálokat folyosók kötik össze, de a 2G terminál egy 800 m-re lévő különálló melléképület. A 2G terminál csak az 1-es, 2A, 2F és 3-as terminálról induló buszjárattal közelíthető meg. A CDGVAL vasúti transzferjárat, a párizsi RER Regional-Express és a nagysebességű TGV vasútállomása, a Gare Aéroport Charles-de-Gaulle 2 TGV a 2-es terminálon belül található, a 2C és 2E terminálok, illetve a 2D és 2F terminálok között.
A 2F terminálon forgatták a U2 "Beautiful Day" című dalához készült klipet. A zenekarról a 2000-ben megjelent All That You Can’t Leave Behind című albumuk lemezborítójához a 2F terminálon fénykép is készült.
A 2B és 2D terminált a Oneworld szövetséghez tartozó légitársaságok többsége használja, kivéve a Oneworld ázsiai és közel-keleti hosszú távú járatait, az Air Austral és az Air Tahiti Nui francia tengerentúli légitársaságokat, valamint az összes többi, SkyTeam-tagsággal nem rendelkező rövid- és középtávon üzemelő légitársaságot, amelyek nem az 1-es terminálról közlekednek. A Star Alliance tag Croatia Airlines és a SkyTeam tag České aerolinie szintén ezt a terminált használja. 2023. április 18-án Star Alliance tag Air Canada az 1-es terminálról ebbe a terminálba helyezte át járatait.
A 2E és 2F terminálok az Air France és SkyTeam partnerei számára vannak fenntartva, kivéve a České aerolinie (2D terminál) és a Saudia (1. terminál) légitársaságokat. A Star Alliance légitársaságok közül, az Air China, az Ethiopian Airlines és a Thai Airways International, a Oneworld légitársaság közül, a Japan Airlines és más, hosszú távú járatokat működtető, légiszövetségen kívüli légitársaságok szintén a 2E-t használják.

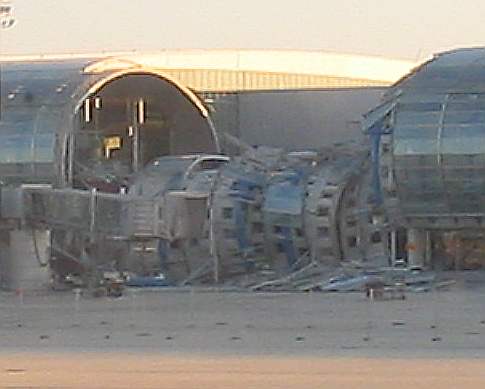
Az összeomlott 2E terminál 2004 júniusában

#### A 2E terminál összeomlása

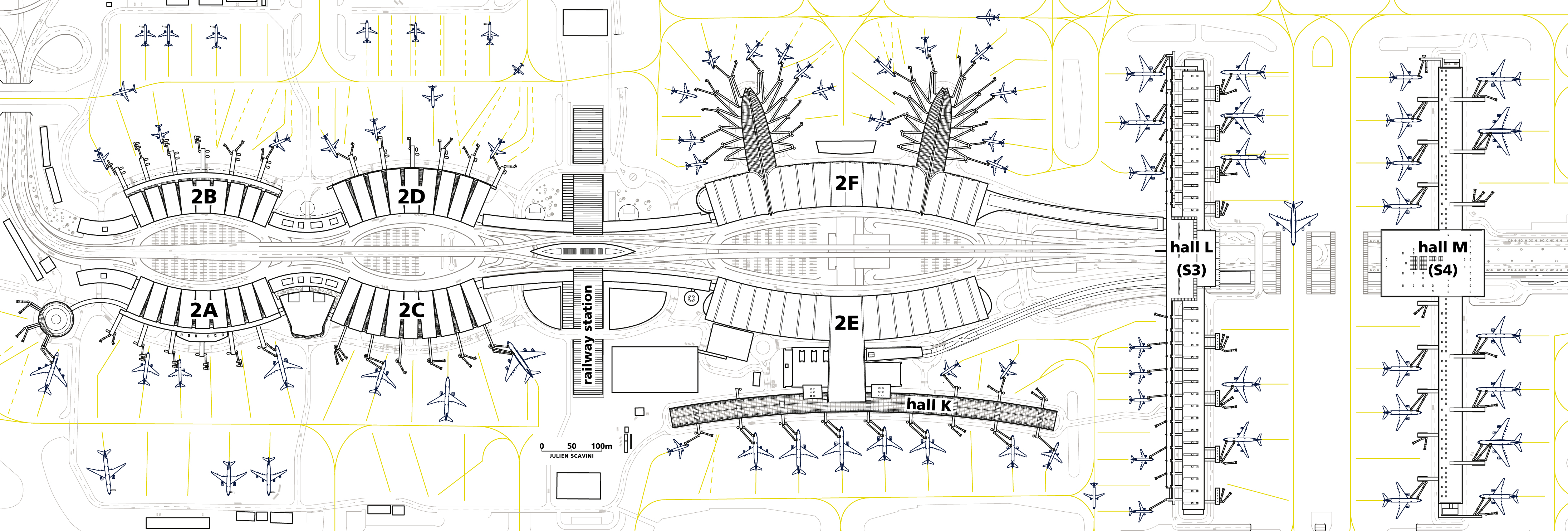
A 2-es terminál térképe

2004. május 23-án, nem sokkal a 2E terminál átadása után a terminál egy része a K50-es kapu közelében összeomlott, négy ember halálát okozva. A jelentések szerint a halottak közül ketten kínai, egy cseh és egy libanoni állampolgárok voltak. Az omlás következtében további három ember megsérült. A Paul Andreu által tervezett 2E terminált 2003-ban adták át, miután az építkezés némi csúszással zárult. Hatósági és bírósági vizsgálatokat indítottak. Andreu tervezte a Dubaji nemzetközi repülőtér 3-as terminálját is, amelynek egy része 2004. szeptember 28-án, építés közben omlott össze.
A baleset előtt az ADP a 2005-ös tőzsdei bevezetését tervezte, és a befektetők számára az új terminál jelentette a fő vonzerőt. A terminál részleges összeomlása és határozatlan idejű bezárása közvetlenül a nyár kezdete előtt azonban súlyosan érintette a repülőtér üzleti tervét.
2005 februárjában közzétették az adminisztratív vizsgálat eredményeit. A szakértők rámutattak, hogy az összeomlásnak nem egyetlen, hanem több oka is volt, egy olyan szerkezetben, amelyben nem lehetett sokat hibázni. A vizsgálat megállapította, hogy a beton boltozatos tető nem volt elég rugalmas, és fémoszlopok vágták át, néhány nyílás pedig meggyengítette a szerkezetet. A vizsgálathoz közel álló források azt is elárulták, hogy a költségek csökkentése érdekében az építtető vállalat a lehető legszorosabban a határértékek mentén dolgozott. Az építész feljelentette az építőipari vállalatokat, amiért nem megfelelően készítették elő a vasbetont.
2005. március 17-én az ADP úgy döntött, hogy lebontja és újjáépíti a 2E terminál ezen részét (a "móló"), amelynek egy része összeomlott, mintegy 100 millió eurós költségen. Az átépítés során az utasmóló innovatív betoncső stílusát egy hagyományosabb acél- és üvegszerkezetre cserélték. Az újjáépítés során két ideiglenes utasvárót építettek a terminál közelében, amelyek a 2E terminál összeomlás előtti kapacitását reprodukálták. A terminál 2008. március 30-án nyitotta meg újra teljes egészében kapuit.

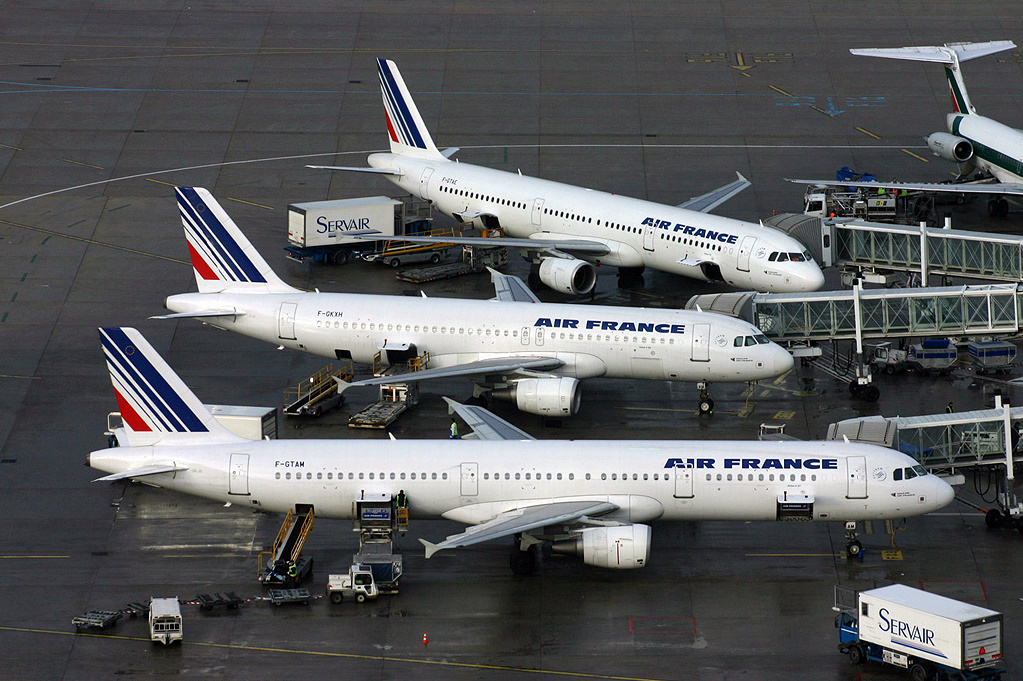
Az Air France repülőgépei a Charles de Gaulle repülőtér 2F termináljánál.

#### 2G terminál
A 2G terminál, amely az Air France és az Air France Hop regionális járatainak és leányvállalatainak van fenntartva, 2008-ban nyílt meg. Ez a terminál a többitől keletre található, és csak transzferbusszal érhető el. Főleg a schengeni térségben utazó utasok használják (így nincs útlevél-ellenőrzés), és az Air France regionális és európai forgalmát bonyolítja le, valamint a kis befogadóképességű (legfeljebb 150 utas) repülőgépek számára gyorsabb átfutási időt biztosít azáltal, hogy az új terminálépület közelében tudnak parkolni, és az utasok beszállása elsősorban busszal vagy gyalog történik. A "navette orange" nevű buszjárat a 2G terminált köti össze a 2E és 2F terminálokkal. A más terminálokban átszálló utasoknak a biztonsági területen belül más buszjáratokkal kell folytatniuk útjukat, ha nem kell csomagjaikat felvenniük.

#### 2E terminál L csarnoka
A 2E és 2F termináloktól közvetlenül keletre található, 750 m hosszú L csarnok (vagy 3-as szatellit terminál) elkészülte a nagy befogadóképességű utasszállító repülőgépek, különösen az Airbus A380-asok számára további utashidakat biztosít. A check-in és a poggyászkezelés a 2E és 2F terminálok meglévő infrastruktúráján keresztül történik. A 3-as szatellit terminált egy részét 2007. június 27-én nyitották meg, és 2007 szeptemberében helyezték teljes mértékben üzembe. Jelenleg a 2E terminál L csarnokának felel meg.

#### 2E terminál M csarnoka
A 3-as szatellit terminál melletti, a 2E terminál részét képező 4-es szatellit terminál 2012. június 28-án nyitotta meg hivatalosan kapuit. Ez most a 2E terminál M csarnokának felel meg. A hosszú távú járatoknak szánt csarnok egyszerre 16 repülőgépet képes kezelni, és évi 7,8 millió utas befogadására alkalmas. Megnyitása azt eredményezte, hogy a SkyTeam légiszövetség tagjai a 2E (nemzetközi légitársaságok), 2F (schengeni európai légitársaságok) és 2G terminálokba költöztek.

#### Jövőbeli tervek
Az Air France a korábban a 2C-ből induló és érkező járatait átköltöztette a 2E terminálba. 2012 októberében a 2F terminál megszüntette nemzetközi tevékenységét, és teljesen schengeni járatokat kiszolgáló terminállá vált, lehetővé téve, hogy a 2D terminálon megforduló összes Air France-járat a 2F terminálra költözzön.
2013 áprilisában a 2B terminált teljes felújítás miatt lezárták (onnan az összes légitársaság a 2D terminálra költözött), és korszerűsítéseket hajtottak végre, beleértve egy teljes második emelet építését, amelyet az érkező járatok utasainak tartottak fenn. A 2B terminál 2021. június 2-án nyitott meg újra a Lufthansa-csoport (beleértve az Austrian Airlines-t, amely a járvány előtt a 2D terminált használta), az Aegean Airlines, az easyJet, az Icelandair, a LOT, a Norwegian, a Play, a Royal Air Maroc és a Scandinavian Airlines számára. Az easyJet diszkont légitársaság érdeklődést mutatott, hogy egyedüli légitársaságként használja a terminált. Az átszállások megkönnyítése érdekében 2012 márciusában új csarnokot nyitottak meg a 2A és a 2C között. Ez lehetővé teszi, hogy az összes biztonsági és útlevél-ellenőrzést egy helyen végezzék el, számos új vásárlási lehetőséget, valamint új légitársasági várók létrehozását teszi lehetővé, emellett enyhíti a 2A és 2C terminálok közötti átjutási nehézségeket. A 2D terminált a világjárvány idején bezárták, és ugyanúgy korszerűsítették, mint a 2B terminált, beleértve egy további emelet építését is. A 2D terminál 2023. április 18-án nyitotta meg újra kapuit.
A 2A és 2C terminálokat 18 hónapra bezárták, hogy felújítsák a csomagelosztó rendszert (minden légitársaság az 1-es vagy a 2B terminálra költözött).
A La Tribune szerint egy új 4-es terminált 2025 körül akartak létrehozni, amikor a Charles de Gaulle repülőtér elérte volna a maximális, 80 milliós kapacitását. Ez az új 4-es terminál, ha megépült volna, évi 30-40 millió utas befogadására lett volna alkalmas, és valószínűleg a 2E termináltól északra épült volna. A 4-es terminálra vonatkozó javaslatot 2021-ben visszavonták, miután a COVID-19 világjárvány miatt csökkent az utasforgalom és az új környezetvédelmi előírások miatt lett volna megvalósítható.

### 3-as terminál
A 3-as terminál egy kilométerre található az 1-es termináltól. Az érkező és induló utasok számára egyetlen épületből áll. Az 1-es és a 3-as terminál közötti gyalogos távolság 3 km, azonban az RER és a CDGVAL vonatok vasútállomása (a "Aéroport Charles de Gaulle" elnevezésű) csak 300 méterre van az épülettől. A terminálon nincsenek beszállókapuk, és minden utast buszokkal szállítanak a repülőgépek állóhelyeihez.

## Roissypôle
A Roissypôle egy irodaházakból, üzlethelyiségekből, szállodákból, valamint egy autóbusz- és RER B pályaudvarból álló komplexum a Charles de Gaulle repülőtér területén belül. A komplexumhoz tartozik az Air France központi irodája, a Continental Square, a Hilton Paris Charles de Gaulle Airport hotel, és a Le Dôme épület. A Le Dôme-ban található az Air France leányvállalatának, az Air France Consultingnak a székhelye, a Continental Square-ben pedig az Air France leányvállalatának, a Servairnek a székhelye és az Air France nemzetközi oltóközpontja.

## Megközelíthetőség

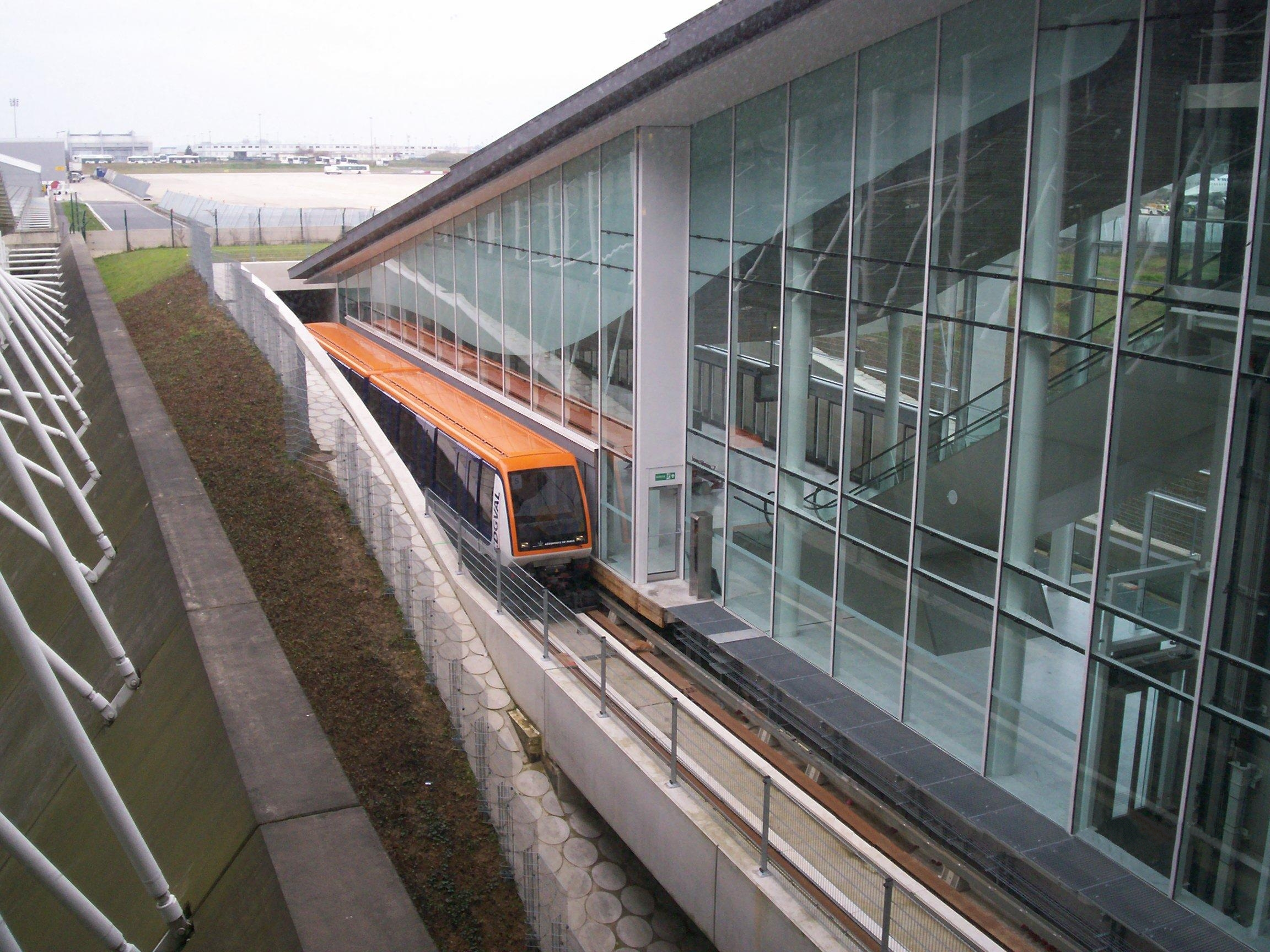
A CDGVAL állomása a 2-es terminálon

### CDGVAL
A repülőtér termináljait egy ingyenes, automatizált, két vonalon (CDGVAL és LISA) közlekedő vasúti rendszer szolgálja ki.
CDGVAL (Charles de Gaulle Véhicule Automatique Léger) összeköti az 1-es terminált, a PR parkolót, az Gare Aéroport Charles-de-Gaulle 1 RER állomást (a Roissypôle belsejében található), a PX parkolót, valamint az Gare Aéroport Charles-de-Gaulle 2 TGV és RER állomást, amely a 2C, 2D, 2E és 2F terminálok között található.
LISA (Liaison Interne Satellite Aérogare) összeköti a 2E terminált az L és az M csarnokokkal.

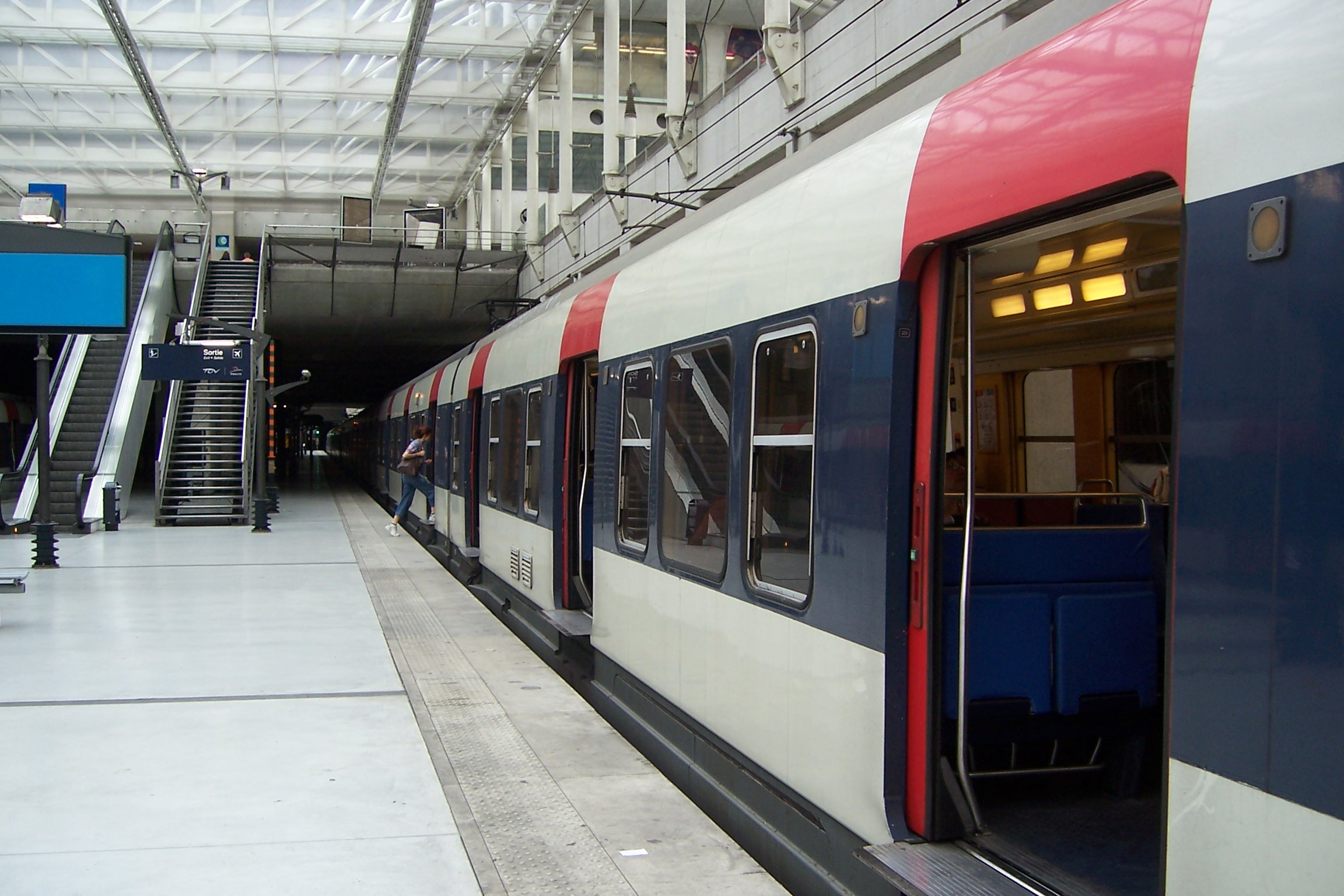
A Gare Aéroport Charles-de-Gaulle 2 TGV

### RER
A Charles de Gaulle repülőteret Párizs belvárosával a B RER-vonal, egy hibrid elővárosi és gyorsvasútvonal köti össze. A járatnak két állomása van a repülőtér területén:
- Gare Aéroport Charles-de-Gaulle 1 a Roissypôle belsejében, a 3-as terminál mellett található. Az állomásról a CDGVAL segítségével lehet a leggyorsabban eljutni az 1-es terminálhoz.
- Gare Aéroport Charles-de-Gaulle 2 TGV a 2C, 2D, 2E és 2F terminálok között található, összeköttetést nyújt a TGV hálózattal.

A Charles de Gaulle repülőtér és Párizs között az idő többségében kétféle járat közlekedik az B RER-vonalon:
- Óránként 4 vonat minden állomáson és megállóhelyen megáll a Charles de Gaulle repülőtér és a Gare de Saint-Rémy-lès-Chevreuse között.
- Óránként 4 vonat megállás nélkül közlekedik a repülőtér és a Paris Gare du Nord között, onnan viszont minden állomáson és megállóhelyen megáll a Gare de Massy - Palaiseau-ig.

Az B RER-vonalon működő gyorsvonat csak az 1-es terminál és a 2-es terminál állomásain áll meg a Paris Gare du Nord előtt. A menetidő 30-35 perc. A mindenhol megálló járat menetideje 35-40 perc, és néha megelőzik a gyorsvonatok.
A B RER-vonal mindig is lassú és a túlzsúfolt volt, ezért a francia hatóságok úgy döntöttek, hogy megépítik a CDG Express vasútvonalat, amely 2025-től megállás nélkül közlekednek majd a vonatok a Charles de Gaulle repülőtér és a Paris Gare de l’Est között.

### TGV
A 2-es terminálon található egy TGV-állomás az LGV Interconnexion Est vonalon. A TGV inOui, Ouigo és Thalys nagysebességű járatok indulnak az állomásról, amelyek Franciaország, Belgium és Hollandia számos állomását érintik.

### Busz
- A Roissybus non-stop expresszjáratot kínál a párizsi Opéra metróállomás és a Charles de Gaulle repülőtér között, mely minden terminálon megáll (kivéve a 2G terminált).
- A "Magical Shuttle" non-stop expresszjárat a párizsi Disneyland és a Charles de Gaulle repülőtér között, amely megáll az 1-es és a 2E/2F terminálon.
- A RATP 350-es járata a repülőtér és a Gare de l'Est/Gare du Nord között jár, érintve az összes terminált (kivéve a 2G terminált) és a repülőtér egyéb részeit.
- A RATP 351-es járata a Nation metróállomás, a Gallieni metróállomásnál az Eurolines megállója és a repülőtér között közlekedik, érintve az összes terminált (kivéve a 2G terminált) és a repülőtér egyéb részeit.

A BlaBlaBus, az Eurolines és a FlixBus mind nemzetközi és belföldi célállomásokra indít járatokat a Gare Aéroport Charles-de-Gaulle 1 melletti buszpályaudvarról.

### Közút
Az A1-es autópálya, amely Párizst és Lille-t köti össze, érinti a repülőteret.

## Kifutók
A repülőtér futópályái:
- 08L/26R (4215 m, 45 m, cement)
- 08R/26L (2700 m, 60 m, cement)
- 09L/27R (2700 m, 60 m, cement)
- 09R/27L (4200 m, 45 m, cement)

## Forgalom

A repülőtér által kiszolgált országok

Az utasforgalom az elmúlt években az alábbi módon változott:
| Utasok száma | 10 285 000 | 16 042 000 | 24 769 000 | 31 425 000 | 47 935 652 | 53 380 282 | 57 932 477 | 63 648 955 | 76 150 007 | 67 421 316 |
|              | 1980       | 1987       | 1992       | 1996       | 2001       | 2005       | 2010       | 2014       | 2019       | 2023       |

## Balesetek és incidensek
- 1993. január 6-án a Lufthansa 5634-es járata, amely Brémából Párizsba tartó járatot egy Contact Air De Havilland Canada Dash 8-as repülőgép teljesített, 1800 méterrel a Charles de Gaulle repülőtér kifutópályája előtt a földnek csapódott, és a fedélzeten tartózkodó 23 utasból négyen meghaltak. A legénység négy tagja túlélte. A baleset azután történt, hogy a pilótának meg kellett szakítania a repülőtér végső megközelítését, mert a kifutópályát lezárták: a közvetlenül előtte leszálló repülőgép, a Korean Air Boeing 747-esének a leszállás közben kidurrant a kereke.[23]
- 2000. május 25-én egy Lutonba induló Short SH36 típusú teherszállító repülőgép a kifutópályán összeütközött az Air Liberté 8807-es járatával, amelyet egy MD-83-as repülőgép teljesített. Az SH36-os első tisztje meghalt, amikor az MD-83-as szárnyának vége átszakította a pilótafülke oldalát. A kapitány könnyebben megsérült, a fedélzeten tartózkodók túlélték a balesetet.[24]
- 2000. július 25-én az Air France 4590-es járatát teljesítő Concorde, amely Párizs és New York között közlekedett, röviddel felszállás után a gonesse-i Les Relais Bleus szállodába zuhant. A repülőgépen tartózkodó 100 utas és 9 főnyi személyzet mellett még négy, a hotelban tartózkodó személy is életét vesztette. A vizsgálatok arra a következtetésre jutottak, hogy felszállás közben kidurrant egy gumiabroncs, miután a repülőgép átment a kifutópályán egy fém roncsdarabon, amely az öt perccel korábban felszálló Continental Airlines DC-10-es repülőgépről esett le. Ez az üzemanyagtartály kiszakadásához, egy hajtómű kigyulladásához és végül a repülőgép lezuhanásához vezetett.[25][26]

## Fordítás
Ez a szócikk részben vagy egészben  a   Charles de Gaulle Airport című angol Wikipédia-szócikk ezen változatának fordításán alapul.  Az eredeti cikk szerkesztőit annak laptörténete sorolja fel. Ez a jelzés csupán a megfogalmazás eredetét és a szerzői jogokat jelzi, nem szolgál a cikkben szereplő információk forrásmegjelöléseként.